# Terocodame
Terocodame (Solano Indijanci?; isto Codam, Hieroquodame, Oodame, Perocodame, Teroodam).- Pleme američkih Indijanaca koje prema profesoru Jack D. Forbesu pripadaju porodici Coahuiltecan, ali se danas vode kao neklasificirana grupa. Terocodame su živjeli s obje strane rijeke Rio Grande u blizini Eagle Passa. Godine 1700. utemeljena je za njih misija San Francisco Solano, po kojoj je njihov jezik i dobio ime solano. Imenom Terocodame, bilo je izgleda obuhvaćeno više bandi, u kojoj su činili dominantnu grupu. Dio Terocodama slijedi misiju nakon njenog preseljenja 1718. u San Antonio, gdje je poznata kao San Antonio de Valero Mission.  